# Giulio Cesare Lagalla
Giulio Cesare Lagalla (Padula, 1571 – Roma, 14 febbraio 1624) è stato un filosofo e medico italiano.

## Biografia
Ultimo di tre figli, nacque nel 1571 a Padula, in provincia di Salerno, da Roberto, alto funzionario della burocrazia vicereale, e Vittoria Rosa. Studiò medicina e filosofia. Ancora bambino, perdette i genitori e fu affidato con i fratelli alla tutela di uno zio paterno, padre Girolamo Lagalla, che lo avviò agli studi letterari.

### Carriera
Nel 1582, appena undicenne, volle trasferirsi a Napoli per proseguire nella sua formazione. Si iscrisse ai corsi di filosofia e medicina dello Studio ed ebbe come maestri G. Stillabota, F.A. Vivoli e B. Longo nelle discipline filosofiche, G.A. Pisano, G. Polverino e C. Scannapieco in quelle mediche. Affidato dal Collegio degli archiatri a G. Provenzale e G. Caro per un periodo di tirocinio, sembra vi si fosse condotto con una tale competenza da meritare, nel 1589, i gradi accademici "nulla pecuniarum solutione". Nello stesso anno, grazie a Longo, divenne l'ufficiale sanitario di una squadra navale pontificia di stanza a Napoli, con la quale si diresse verso le coste laziali, per giungere poi, probabilmente nel 1590, a Roma.
A Roma avrebbe conseguito una nuova laurea in medicina, in seguito alla quale entrò al servizio del cardinale Giulio Antonio Santori, per il cui interessamento, nel 1592, ottenne da Clemente VIII l'incarico di lettore di logica presso la Sapienza romana. Per nove anni, tenne questa cattedra, pur continuando a coltivare la medicina. Inoltre, risale probabilmente a questo periodo l'emergere di un interesse per la teologia, che lo portò a comporre almeno tre orazioni sacre, De Trinitate, De Passione Christi Domini e De circuncisione Christi, lette dinanzi a Clemente VIII e al S. Collegio, in occasioni diverse: l'ultima il 1º gennaio 1600 per l'inaugurazione del giubileo.
L'Oratio de Trinitate è conservata manoscritta; le altre due furono pubblicate a Roma per G. Facciotto nel 1600, con il nome di G.C. Galla e sono le prime opere originali date alle stampe da Lagalla. In precedenza aveva curato, sempre per Facciotto, la stampa di un commento ad Aristotele, lasciato manoscritto da G. Pontano, De immortalitate animae ex sententia Aristotelis libri septem (Roma 1597), precoce manifestazione di un interesse verso la questione dell'anima, intorno alla quale Lagalla si interrogò per buona parte della sua vita intellettuale e che contribuì ad attirargli sospetti di eterodossia.

## Teorie

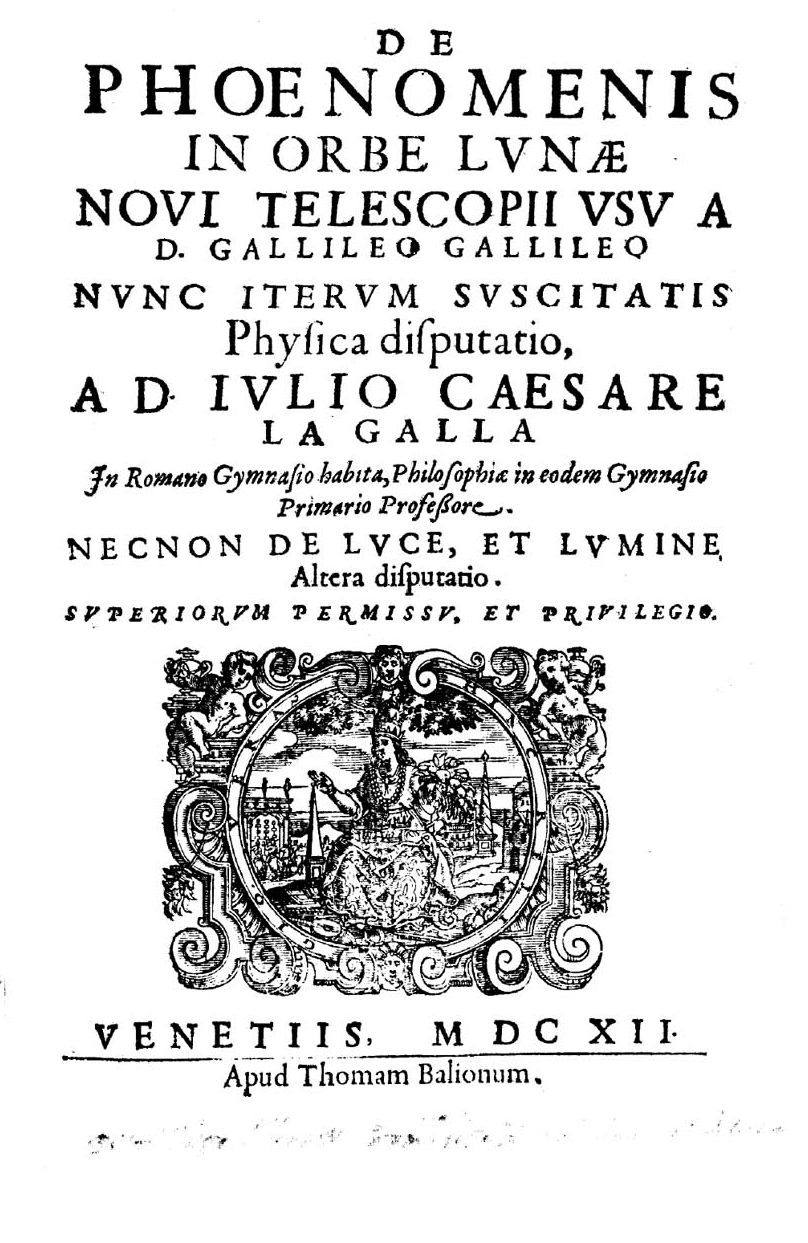
De phoenomenis in orbe lunæ novi telescopii usu a d. Gallileo Gallileo, 1612

Al problema dell'anima Lagalla dedicò almeno tre corsi annuali della lettura ordinaria di filosofia, che tenne alla Sapienza dall'anno accademico 1601 alla morte; queste lezioni furono raccolte in un manoscritto dal titolo De anima commentarii, descritto da Allacci e oggi perduto. Allo stesso argomento è dedicato il penultimo volume dato alle stampe dal L., il De immortalitate animorum ex Aristotelis sententia libri tres (Roma 1621), la cui composizione terminò prima del dicembre 1619, come risulta da una lettera di Lagalla a Galilei.
Lagalla, pur riaffermando le posizioni della tradizione tomistica sulla questione dell'anima umana, secondo le quali l'anima intellettiva è forma informans del corpo ed è molteplice, accetta quelle di Alessandro di Afrodisia a proposito dell'animazione dei cieli, ritenendo che non abbiano l'intelligenza come forma assistente che li muove eternamente, ma piuttosto come forma informante.
Morto Santori nel 1602, sembra che Lagalla si fosse avvicinato alla famiglia Aldobrandini, entrando, qualche anno più tardi, come medico al servizio del cardinale Pietro. Prima del 1610 conobbe Federico Cesi, al quale fu legato da una cordiale amicizia. Se questa non diede luogo a un'ascrizione all'Accademia dei Lincei, malgrado una precisa richiesta da parte di Lagalla, fu solo a causa della sua marcata professione aristotelica. Cesi lo presentò comunque a Galilei quando quest'ultimo, nel 1611, si recò a Roma per sottoporre il suo telescopio e le scoperte con esso realizzate al giudizio degli autorevoli astronomi del Collegio romano, nonché di influenti membri della Curia pontificia e dello stesso Paolo V. Ne derivarono alcuni incontri, durante i quali Lagalla, incuriosito dall' "occhialino" galileiano, lo sperimentò e fu intrattenuto da Galilei con l'esibizione delle "pietre lucifere di Bologna", una specie di barite scoperta nei primi anni del XVII secolo nei dintorni della città emiliana. Da ciò che vide, trasse spunto per due scritti, pubblicati in un unico volume, il De phoenomenis in orbe Lunae novi telescopii usu a d. Gallileo Gallileo nunc iterum suscitatis physica disputatio… nec non de luce et lumine altera disputatio (Venezia 1612).
Atteso con impazienza da Galilei, che fu costantemente informato da Cesi dei progressi nella composizione, il libro deluse l'ambiente linceo. Nel primo dei due scritti, pur difendendo la verità ottica di ciò che mostrava il telescopio, Lagalla cerca di spiegare l'irregolare (la scabrosità della superficie lunare) come prodotto del regolare, attraverso una sorta di estensione del principio di regolarità (invariabilità dei cieli e dei corpi e fenomeni inclusi in essi), cui risponde l'intera fisica celeste aristotelica. Le asperità lunari dovevano dunque consistere in parti più dense di "etere", più opache alla luce, e in parti meno dense, più chiare. Nel secondo scritto Lagala. racconta una discussione sulla natura della luce avuta con Galilei, Cesi, G. De Misiani e G. Clementi: dopo aver ribadito che la luce non è una sostanza, ma un accidente o una qualità reale, tratta delle "pietre lucifere" e, contro l'interpretazione di Galilei, Lagalla osserva che la luminescenza delle pietre non è una proprietà del minerale non trattato, ma una conseguenza del processo di calcificazione, che rende la pietra porosa e in grado di assorbire una certa quantità di fuoco e di luce, poi lentamente rilasciata; con ciò esclude che possa essere il prodotto della riflessione della luce solare sulla Terra da parte della Luna.
A proposito del primo dei due scritti, Galilei meditò di fornire una risposta pubblica, sollecitata dallo stesso Lagalla, di cui le note di lettura al volume in questione, sembrano essere il lavoro preparatorio. Tale risposta non arrivò, ma i rapporti tra i due divennero più stretti, forse per effetto di un lento avvicinamento delle rispettive posizioni scientifiche. In occasione dell'osservazione di una cometa nel novembre 1613, il Lagalla scrisse il Tractatus… de metheoro quod die nona novembris anni presentis 1613 in Urbe apparuit sopra collem Pincium e poiché quest'opera pareva, in alcuni punti, accogliere le posizioni di Galilei, Lagalla fu attaccato di scarso aristotelismo. Si convinse così a chiedere a Galilei e a Cesi il sostegno per una lettura nello Studio pisano. Pur non mancando l'occasione (la morte di Flaminio Papazzoni aveva reso vacante un posto), non se ne fece niente, ma anche in questo caso i rapporti tra i tre uomini rimasero saldi.
Aumentava intanto l'insofferenza di Lagalla verso gli ambienti romani che lo guardavano con crescente sospetto. La sua De coelo animato disputatio fu stampata in Germania, per l'interessamento di Allacci, poco prima della morte dell'autore, pur essendo stata completata nel 1614. Lagalla non rinunciò a coltivare la speranza di ottenere un adeguato incarico al di fuori della capitale pontificia, tanto da valutare con attenzione la proposta, fattagli intorno al 1620, di trasferirsi alla corte di Sigismondo III di Polonia come medico personale del sovrano. Le compromesse condizioni di salute (soffriva di una malattia urinaria, forse una ipertrofia prostatica con complicanze) e il timore che l'inclemente clima polacco potesse peggiorarle lo portarono a rifiutare.
Negli ultimi anni, continuò a praticare, oltre alla medicina e alla filosofia, l'astronomia, e seguì il suo protettore, il cardinale Aldobrandini, in diversi viaggi in vari luoghi d'Italia. Durante il suo viaggio a Torino, nell'autunno del 1623, incorse nell'episodio che lo portò alla morte, avvenuta a Roma il 14 febbraio 1624, per un'infezione seguita alla cauterizzazione di una lacerazione dell'uretra, da lui stesso procurata mentre si medicava per lenire il suo male.
Gli è stato dedicato il cratere Lagalla  sulla Luna.

## Opere
- De phoenomenis in orbe lunæ novi telescopii usu a d. Gallileo Gallileo nunc iterum suscitatis, Venezia, Tommaso Baglioni, 1612.
- De metheoro quod die nona novembris anni presentis 1613 in Urbe apparuit sopra collem Pincium,[6] 1613.
- De luce et lumine altera disputatio, 1614.
- De Immortalitate animorum ex Aristot. sententia, Roma, 1621.